# La Fille du tambour-Major

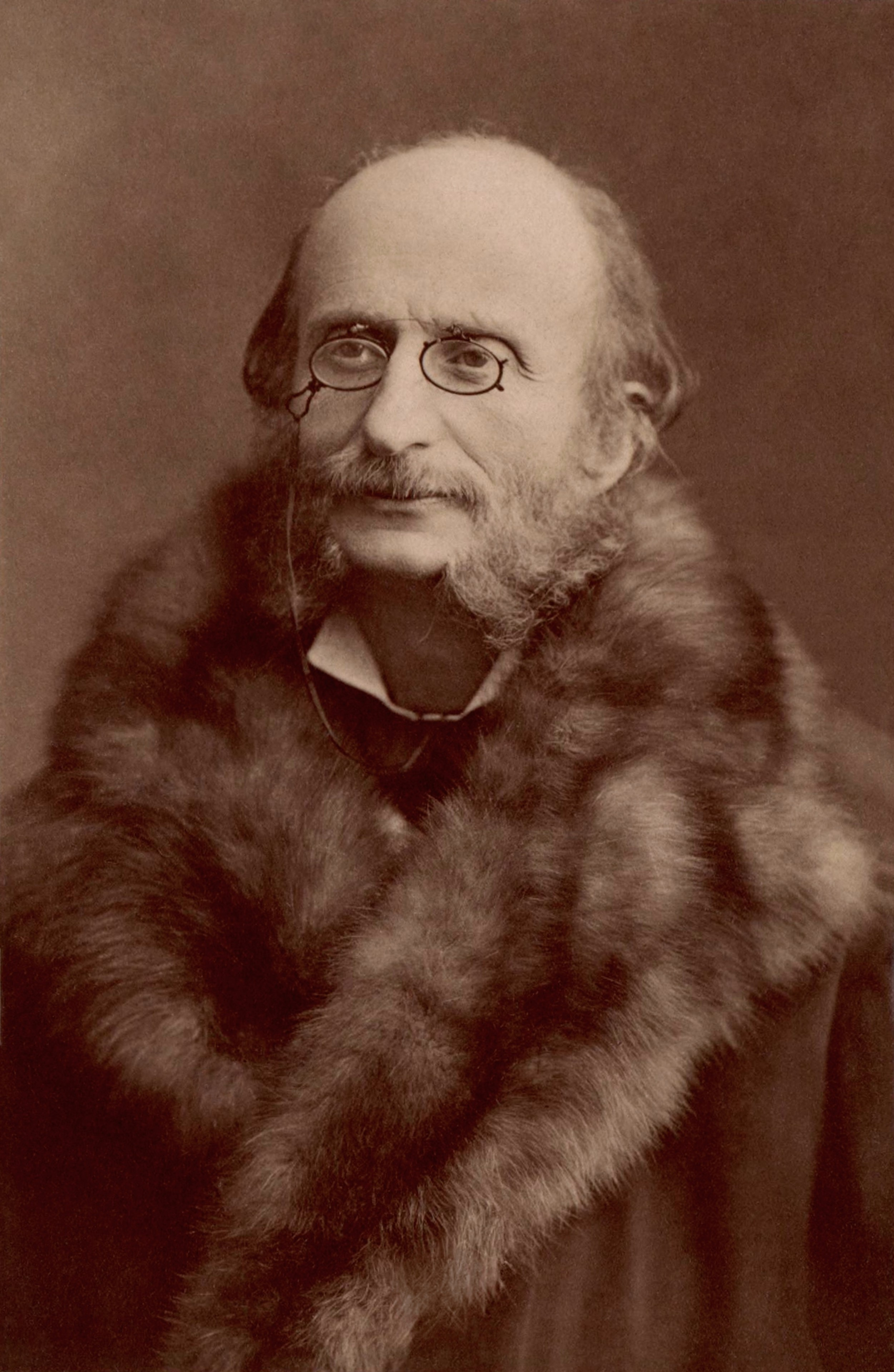
Jacques Offenbach

La Fille du tambour-major (Tamburmajorens dotter) är en opéra comique (operett) i tre akter med musik av Jacques Offenbach och libretto av Alfred Duru och Henri Chivot. Det var en av kompositörens sista verk med premiär mindre än ett år före hans död. Den hade premiär på Théâtre des Folies-Dramatiques i Paris den 13 december 1879, och efter en framgångsrik inledning uppfördes den ofta i Paris och utomlands, men numer tillhör den inte Offenbachs mer spelade verk.
Handlingen, som har vissa likheter med Gaetano Donizettis komiska opera Regementets dotter, rör sig kring en ung kvinna som döljer sin rätta identitet, förnekar sin aristokratiska uppfostran och gifter sig med en ung soldat.

## Historia
Efter stora framgångar under 1860-talet upplevde Offenbach en kort period av missnöje hos den parisiska publiken under 1870-talet i och med hans nära förknippande med det Andra franska kejsardömet. Hans position som förstklassig kompositör av operetter hotades dessutom av nya konkurrenter, som Charles Lecocq, men mot slutet av 1870-talet hade han återtagit sin popularitet. Madame Favart (1878) spelades fler än 200 gånger på Théâtre des Folies-Dramatiques: en speltid på hälften av tiden hade räknats som en stor succé i Paris på den tiden. Librettisterna Duru och Chivot var etablerade författare av libretton, efter att ha samarbetat med Lecocq, Léon Vasseur, Edmond Audran och Offenbach (L'Île de Tulipatan) (1868). Efter Madame Favart skrev de tre La Fille du tambour-major till Folies-Dramatiques och dess stjärnor Juliette Simon-Girard, Caroline Girard och Simon-Max. Handlingen var en variant på Gaetano Donizettis opera Regementets dotter (1840). I Donizettis verk är hjältinnan dotter till en markisinna; i Durus och Chivots version är hjältinnans moder en hertiginna och hennes fader är tamburmajor.
Operetten hade premiär den 13 december 1879 på Folies-Dramatiques. Den marknadsfördes som kompositörens verk nr 100. Den mottogs med stående ovationer och blev den sista premiär som Offenbach bevistade. Verket blev framgångsrikt och spelades fler än 240 gånger, med en kassainkomst på 600 000 francs, och spelades ännu vid Offenbachs död i oktober 1880.

## Personer
| Roller                           | Röststämma  | Premiärbesättning 13 december 1879 (Dirigent: - ) |
| -------------------------------- | ----------- | ------------------------------------------------- |
| Stella, dotter till Della Voltas | sopran      | Juliette Simon-Girard                             |
| Duc Della Volta                  | tenor       | Édouard Maugé                                     |
| Duchesse Della Volta             | mezzosopran | Caroline Girard                                   |
| Robert, en löjtnant              | baryton     | Lepers                                            |
| Monthabor, en tamburmajor        | bas         | François-Louis Luco                               |
| Griolet, en trumslagare          | tenor       | Simon-Max                                         |
| Claudine                         | sopran      | Noémie Vernon                                     |
| Abedissan                        | sopran      | Hélène Réval                                      |
| Marquis Bambini                  | tenor       | Bartel                                            |
| Clampas                          | baryton     | Henriot                                           |
| Francesca                        | sopran      | Listrelle                                         |
| Soldater, nunnor, klosterfolk    |             |                                                   |

## Handling

### Akt 1

#### Trädgården till en klosterskola i staden Biella

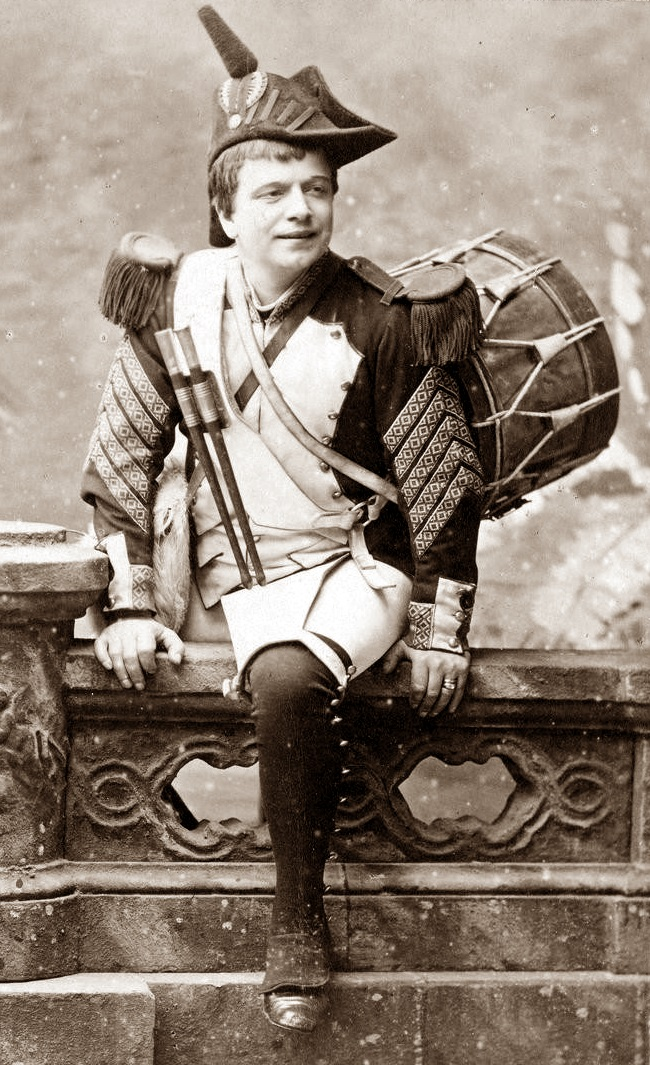
Simon-Max som Griolet

Klostret befinner sig mitt i en krigszon, då den revolutionära franska armén strider mot de ockuperande österrikarna om området. Då fransmännen avancerar flyttar klostrets abbedissa sina adepter i säkerhet men glömmer bort att en av noviserna, Stella, har glömts bort. Stella sitter inlåst i linneförrådet som straff för att ha sjungit en anti-österrikisk sång. De franska soldaterna leds av löjtnant Robert och bland dem återfinns trumslagaren Griolet och tamburmajoren Monthabor. Männen är trötta, hungriga och törstiga. Deras vivandière Claudine kan inte hjälpa till då hennes förråd av mat och dryck är slut. Soldaterna letar igenom klostret och finner Stella. Hon blir först rädd men den charmerande Robert lugnar henne och hon erbjuder sig att laga mat åt dem.
Attraktionen mellan Robert och Stella retar Claudine, som älskar löjtnanten. Hon i sin tur är föremålet för Griolets känslor som förgäves försöker få henne intresserad. Monthabor bryr sig inte om romans och äktenskap. Han berättar för sina kamrater att han som civil färgare i Paris mötte en vacker tvätterska som han gifte sig med - ett stort misstag då hon var omöjlig att leva med och efter några år skilde de sig. Hon försvann och tog deras ettåriga dotter med sig. Soldaterna aväter en utsökt måltid som Stella har lagat åt dem. De ger sig av trots att Robert inte vill lämna Stella. När fransmännen har försvunnit dyker Duc della Volta och Marquis Ernesto Bambini upp. Markisen har ett ekonomiskt övertag över hertigen, som därför inte kan hindra att Bambini gifter sig med Stella. Plötsligt fylls trädgården med människor. Abbedissan och hennes flickor har inte lyckats komma i säkerhet och återvänder omringade av de franska soldaterna. Hertigen blir förnärmad när han får reda på att Stella har lämnats ensam med de franska trupperna, men hon försvarar deras uppträdande emot henne. Hertigen jagar argt iväg henne.

### Akt 2

#### Hertigens palats i Novara
Stella vägrar att gifta sig med Bambini och hertigen och hertiginnan försöker övertala henne och hålla Bambini på gott humör. Den franska armén fortsätter avancera och når Novara. Robert, Monthabor och Griolet söker tillfälligt skydd i palatset, vilket även Claudine gör för att hålla ett öga på Robert. Hertigens fest avbryts av Monthabor som protesterar mot att tvingas bo på vinden. Han möter hertiginnan och båda tappar hakan. Hon är hans exfru och moder till hans dotter. Hertiginnan beordrar genast att fransmännen ska få de bästa rummen i palatset och nekar samtidigt till att Stella är hans dotter. Stella blir ensam med Robert och de omfamnar varandra. Monthabor är inte nöjd med hertiginnans förklaring. Han frågar ut Stella om hennes barndom och inser snart att hon är hans dotter. Stella byter kläder till en vivandiere-uniform (tillverkar av Griolet och avsedd för Claudine) och tillkännager för alla närvarande att hon är fransyska och dotter till tamburmajoren. Hon har beslutat att följa med sin riktiga fader, men just då attacker österrikarna palatset och akten slutar med strid.

### Akt III

#### Scen 1: Värdshuset Det gyllen Lejonet i Milano
Claudine och Robert har kommit bort från sina kamrater och de söker skydd på ett värdshus som drivs av hennes farbror, en hängiven fransk patriot som tillverkar franska flaggor. Hertigen och Bambini anländer med sina följen. De antar att Robert har Stella hos sig. Stella dyker upp med Griolet och Monthabor: de tre är utklädda till en engelsk kusk, en italiensk ädling och en kapucinermunk. Robert avslöjas och arresteras. Hertigen går med på att frige honom på villkor att Stella gifter sig med Bambini.

#### Scen 2: Ett torg i Milano
Bröllopsprocessionen kommer in. Brudslöjan döljer det faktum att Claudine i hemlighet har tagit Stellas plats. Robert, som är ovetande om planen, griper in för att förhindra att hans älskade offras och planen avslöjas. Hertigen blir rasande och beordrar att alla ska fängslas, men då polisen för bort Robert och Claudine hörs bröllopsmusik. Franska armén har intagit Milano. Soldaterna väller in på torget och jublande människor viftar med franska flaggan. Hertigen byter snabbt lojalitet. Robert friges och är fri att gifta sig med Stella. Claudine får den trogne Griolet och ett dubbelbröllop kan firas på plats.

## Musiknummer
Akt I
- Ouvertyr
- Choeur des pensionnaires "Reçois sainte madone", Chanson du fruit défendu "Prenez les grappes empourprées" – Stella
- Choeur et couplets "Par une chaleur si forte" – Robert, Griolet, Monthabor, kör
- Couplets de l'âne "Ce n'est pas un âne ordinaire" – Claudine, alla
- Ensemble "De grâce, ayez pitié de moi" – Stella, Robert, soldater
- Couplets du tailleur "Tout en tirant mon aiguille" – Griolet
- Choeur "Puisque le couvert est mis", Couplets "Depuis longtemps l'Italie… Petit Français, brave Français – Stella
- Légende "Il était une grand princess" – Claudine, Griolet
- Final I: Ensemble "Messieurs, les militaires", Couplets "Pour recevoir un régiment" Final "Allons, dépêchons et partons" – Stella, alla

Akt II
- Entr'acte
- Couplets "Examinez ma figure" – Hertiginnan
- Rondeau " Ah ! vraiment je le déclare" – Stella
- Quatuor du billet de logement "C'est un billet de logement" – Robert, hertigen, Monthabor, Griolet
- Couplets " Eh bien ! en voilà des manières" – Claudine
- Ensemble et valse "Dansons et valsons" – Kör, hertigen, Monthabor, hertiginnan
- Duo "Tenez, j'aurai de la franchise" – Stella, Robert
- Couplets de l'uniforme "le voilà, ce bel uniforme" – Griolet
- Final II: Choeur "Par devant monsieur le notaire" , Chanson de la fille du Tambour Major "Que m'importe un titre éclatant" Final – Stella

Akt III
- Entr'acte
- Choeur et scène "Chut, il faut de la prudence" (Claudine, Robert Clampin), Tarentelle "Nous étions à Novare" – Robert, Claudine, kör
- Gigue "Je suis le p'tit cocher" – Stella, alla
- Quatuor "Oui, ce sont vos amis" (Stella, Griolet, Robert – Stella, Griolet, Robert, Monthabor
- Duo de la confession "L'autre jour, contre toute attente" – Monthabor, hertiginnan
- Final III: Choeur nuptial "Un mariag' s'apprête", ensemble, "Ecoutez, c'est le chant du départ" et final " La fille du tambour-major" – alla